# スリムス
スリムスは、サッポロビールが発売した低カロリーのビール風味の発泡アルコール飲料（いわゆる第三のビール）である。同社の従来品に比べ、カロリーが40%、糖質が70%カットされている。
発売当初は女性がターゲットであったが、その後は30-40歳代の男性にもダイエット志向が高まったことから、味とパッケージを男性向けに見直した。
発売当初、観月ありさのCMの台詞「軽くヤバい」が話題となった。